# Ensayara gappai
Ensayara gappai is een vlokreeftensoort uit de familie van de Endevouridae. De wetenschappelijke naam van de soort is voor het eerst geldig gepubliceerd in 2012 door Alonso.